# ヘルトーグ・ヘンドリック (海防戦艦)
| マカッサルにて右舷から撮影された本艦。 | |
| 艦歴                                   | |
| 発注                                   | アムステルダム造船所 |
| 起工                                   | 1901年 |
| 進水                                   | 1902年6月7日 |
| 就役                                   | 1904年 |
| 退役                                   | |
| その後                                 | 1972年に解体処分 |
| 除籍                                   | 1945年 |
| 性能諸元                               | |
| 排水量                                 | 常備：5,002トン （アリアドネ時代：4,370トン） 満載：-トン |
| 全長                                   | 96.62m -m（水線長） |
| 全幅                                   | 15.19m |
| 吃水                                   | 5.82m |
| 機関                                   | ヤーロー式石炭専焼缶6基 ＋三段膨張式レシプロ機関2基2軸推進 |
| 最大 出力                              | 6,500hp |
| 最大 速力                              | 16.5ノット |
| 航続 距離                              | 9.25ノット/4,100海里（石炭：750～850トン） |
| 乗員                                   | 340名 |
| 兵装                                   | クルップ C/94 24cm（40口径）単装砲2基 クルップ 1866年型 15cm（40口径）単装砲4基 1895年型 7.5cm（40口径）単装砲8基 オチキス 1879年型 3.7cm（23口径）5連装回転式機砲4基 45cm水中魚雷発射管単装3基 （1940年、「アリアドネ」時代： SK C/32 10.5cm（45口径）単装高角砲8基 ボフォース 4cm（56口径）単装機関砲4基 2cm（65口径）単装機銃16基（Würzberg式対空レーダー1基、対空測距儀2基追加） |
| 装甲                                   | クルップ鋼製 舷側：100～152mm（水線部主装甲）、120mm（最上甲板） 甲板：50mm 主砲塔：250mm（前盾） 主砲バーベット部：250mm 司令塔：250mm |

ヘルトーグ・ヘンドリック、ヘルトフ・ヘンドリク (Hr.Ms. Hertog Hendrik) は、オランダ海軍の海防戦艦コーニンギン・レゲンテス級の一隻で第一次世界大戦前に竣工させた艦である。

## 概要
本艦はオランダ海軍が自国の沿岸警備や植民地の防衛のために造り上げた海防戦艦である。オランダの戦略ドクトリンとして本国は沿岸艦艇を配備するのみとして、富を産出する植民地には海防戦艦や駆逐艦を配置して防衛する戦略を採っており、本艦も本国よりも植民地に優先配備されていた。

## 艦形
船体形状はこの当時の列強主力艦と同じく、排水量に比較して凌波性を良くするために乾舷が高められた平甲板型船体を採用している。水面下に衝角の付く艦首から全く傾斜のない艦首甲板上に「クルップ 1902年型 24cm（40口径）砲」を収めた単装式の主砲塔が1基、司令塔を下部に組み込み、両脇に船橋（ブリッジ）を持つ箱型の艦橋の背後には簡素な単脚式の前檣、1本煙突の周囲には煙管型の通風筒が立ち、煙突の周囲は艦載艇置き場となっており、2本1組のボート・ダビットが片舷4組ずつ計8組で運用される。簡素な単脚式の後檣、そこから甲板一段分下がって後部甲板上に後ろ向きの24cm単装主砲塔の順である。副砲の15cm単装砲は単装砲架で艦橋の両脇の舷側甲板上に片舷1基ずつ、後檣の左右に片舷1基ずつ計4基を装備した。副砲の首尾線方向への射界を少しでも得るために船体の一部を切り欠いている。この武装配置により艦首尾方向に24cm砲1門、15cm砲2門が、舷側方向に24cm砲2門、15cm砲2門が指向できた。
1940年にドイツ軍に鹵獲された際に船体の上部構造物は全て撤去され、防空砲台として使用するために「SK C/32 10.5cm（45口径）高角砲」を単装砲架で8基、「ボフォース 4cm（56口径）機関砲」を単装砲架で4基、「2cm（56口径）機銃」を単装砲架で16基を搭載し、これらを管制するために艦橋のあった位置にマストを立てて「Würzberg式対空レーダー」のアンテナを設置し、後檣のあった位置に対空指揮所を新設された。

### 主砲
主砲は「クルップ 1902年型 24cm（40口径）砲」を採用した。その性能は170kgの砲弾を、最大仰角20度で14,630mまで届かせられた。この砲を新設計の単装砲塔に収めた。俯仰能力は仰角20度・俯角4度である。旋回角度は単体首尾線方向を0度として左右120度の旋回角度を持つ、主砲身の俯仰・砲塔の旋回・砲弾の揚弾・装填は主に水圧で行われ、補助に人力を必要とした。発射速度は2分間に1発が発射できた。

## 艦歴
アムステルダム工廠で建造。1900年10月13日起工。1902年6月7日進水。1904年1月5日竣工。建造費は430万グルデンであった。
主に東インド諸島に配備される。1905年6月25日、または同24日、もしくは7月3日にセレベス島ボニ湾で座礁。1918年に東インドへ向け出発した際には、スコットランド沖で嵐にあって損傷し、いったん引き返している。1904年9月には無線通信装置が搭載されたが、これはオランダ艦では初めてのことであった。
巡洋艦「ジャワ」と「スマトラ」が就役すると練習艦へと改装される。1924年から1926年にかけて行われたその改装で、後部の24cm砲塔や魚雷発射管が撤去された。
1928年に水上機揚収用のクレーンが設置されたが、1935年に撤去された。
練習航海の他、カリブ海配備となったこともあり、スペイン内戦中の1937年3月から1938年9月はジブラルタル海峡で商船の護衛を行った。
1939年夏に西インド諸島への航海を行った後、解役される（1938年解役とも）。しかし、戦争が迫っていたことからすぐに復帰し、浮き砲台として1939年8月3日から11月4日までVlielandに係留された。または8月30日から11月4日までテルスヘリング島付近にあった。ボフォース40mm機関砲2門が搭載され、また「フリーレデ（Vlierede）」と改名されている。11月11日にデン・ヘルダーで再度解役され、海軍大学の宿泊艦となった。
ドイツの侵攻により、1940年5月14日に自沈、着底。6月21-22日、イギリス空軍機による空襲で至近弾によって損傷。
1940年10月浮揚。アントワープで改装され、ドイツの対空浮き砲台「アリアドネ（Ariadne）」となる。兵装は45口径10.5cm砲8門、40mm機関砲連装2基、単装1基、ないし4cm砲4門、20mm4連装機銃4基であった。
1944年4月4日就役。5月、ブルンスビュッテルへ曳航され、5月20日から6月30日までキール運河の閘門の沖に係留された。8月にはPutziger Wiekへ移された。1945年4月17日、トラーヴェミュンデへ移る。
5月、ドイツは降伏。オランダに返還され、艦名は「Hertog Hendrik」に戻された。
宿泊艦への改装後、1947年10月21日にオランダ海軍に復帰し、ペナントナンバーHW4（1950年10月15日にA888に変更）が与えられた。最初はアムステルダムに配置され、1951年4月にデン・ヘルダーに移った。
1968年9月27日解役。1972年8月28日にスクラップとして売却された。

## 要目
- 排水量：4950トン[2]（「アリアドネ」は4371メートルトン[7]）
- 全長：96.62m[2]
- 垂線間長：95.10m[2]
- 幅：15.20m[2]
- 機関：ヤーロー水管缶6基、直立3気筒3段膨張蒸気往復動機関2基、2軸、出力計6500指示馬力（公試、6282指示馬力）[2]
- 速力：16.5ノット[2]
- 装甲：舷側装甲帯100-150mm、砲塔250mm、バーベット250mm、司令塔250mm[2]
- 兵装[2]
  - クルップ40口径24cm No.1型砲単装2基
  - クルップ40口径15cn No.4型砲4門
  - クルップ40口径75mm速射砲8門
  - ホチキス37mm砲4門
  - 45cm魚雷発射管3門